# 髑髏を持つ若者
『髑髏を持つ若者』（どくろをもつわかもの、英: Young Man with a Skull）は、17世紀オランダ黄金時代の巨匠フランス・ハルスが1626-1628にキャンバス上に油彩で描いた絵画である。本作は以前、ヨリックの頭蓋骨を持つシェイクスピアのハムレットを描いたものと考えられていたが、今では人生の儚さと死の不可避性を思い出させるための「ヴァニタス」であると考えられている。作品は、1980年にロンドン・ナショナル・ギャラリーに購入された。

## 背景
本作は、羽付きの赤い帽子を被り、胸を外套で覆っている若者が、左手に髑髏を持ちつつ、右手で鑑賞者に向かって劇的な仕草をしている若者を表している。作品は、1910年、オランダの美術史家ホフステーデ・デ・フロートにより最初に記述され、ハムレットの等身大の半身像とされた。デ・フロートはまた、1895年に本作がアイルランド国立美術館（ダブリン）に寄託の形で展示されたと書いている。デ・フロートは本作が別のハルスの作品と類似していることに気づき、本作のモデルの手は元来、塗りつぶされていた髑髏の上に置かれていたものだと言明した。
「演劇のハムレットの描写」という解釈は、1923年にＷ.R.ヴァレンタイナーにより疑問に付された。1989年の国際的なフランス・ハルス展のカタログでは、 研究者のスライヴは本作が「ヴァニタス」であると主張し、他の髑髏を持つ男性の肖像と比較している。1620代の北ネーデルラントでは、シェイクスピアの演劇は記録されていないことにより、本作の人物をハムレットとして見なすことを却下している。しかし、本作とシェイクスピアの劇は同じ伝統に根ざしており、人生の儚さを思い出させるものなのである。
ロンドンのナショナル・ギャラリーでは、「髑髏を持つ若者を描くネーデルラントの伝統は確立されており、16世紀初頭のエングレービングにまで遡ることができる」と記述している。
ナショナル・ギャラリーはまた、ユトレヒトのカラヴァッジェスキ (カラヴァッジョの追随者たち) の描く衣装に似ている、本作のモデルの異国風の衣装にも注意を向けている。髑髏を持ち、肩から外套を垂らした、ハルスのモデルの描き方は、知られている少なくとも4点の他の作品に類似しいるのである。

## 関連作品

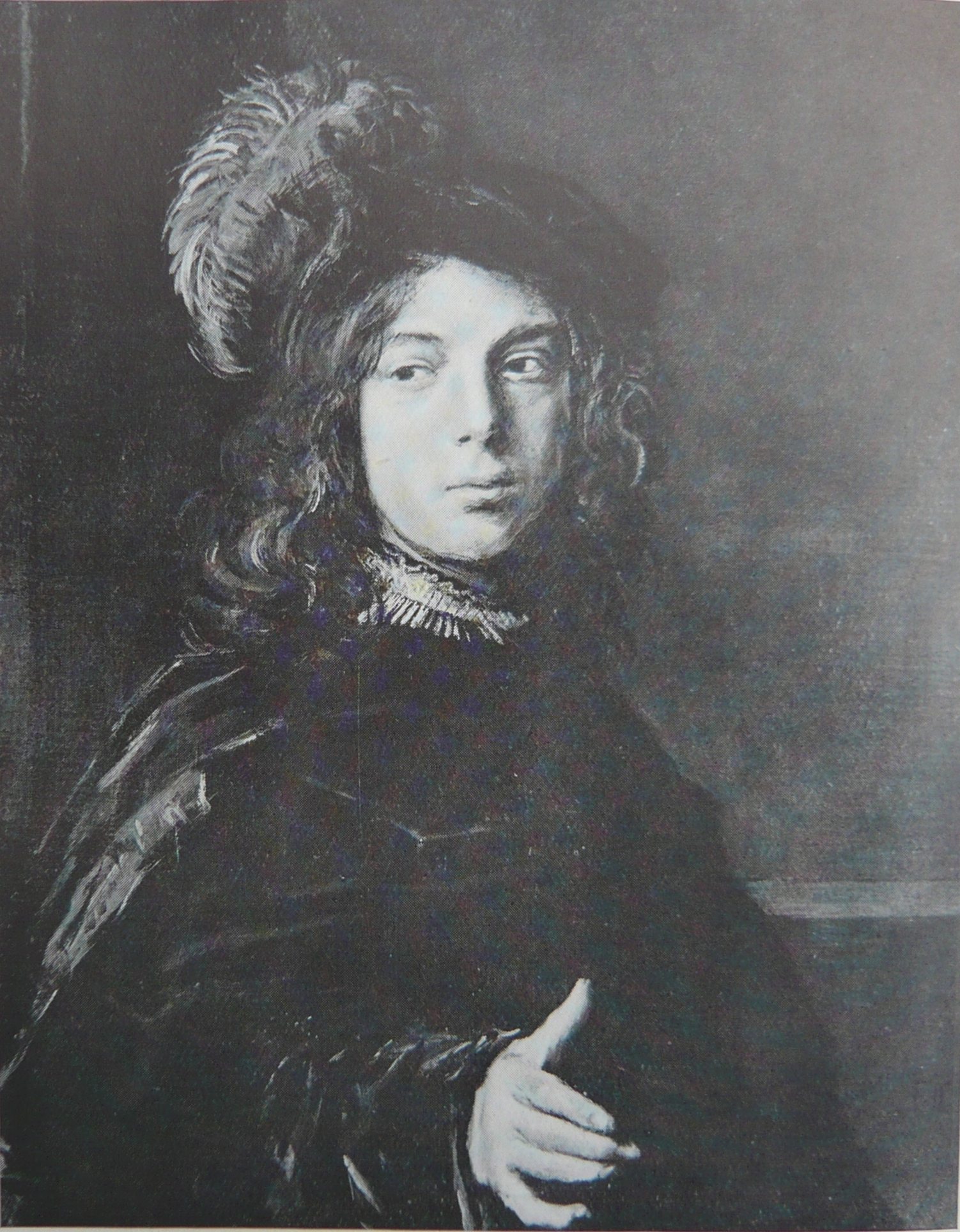
フランス・ハルスの『羽付き帽子を被っている少年』 (骸骨は塗りつぶされている)
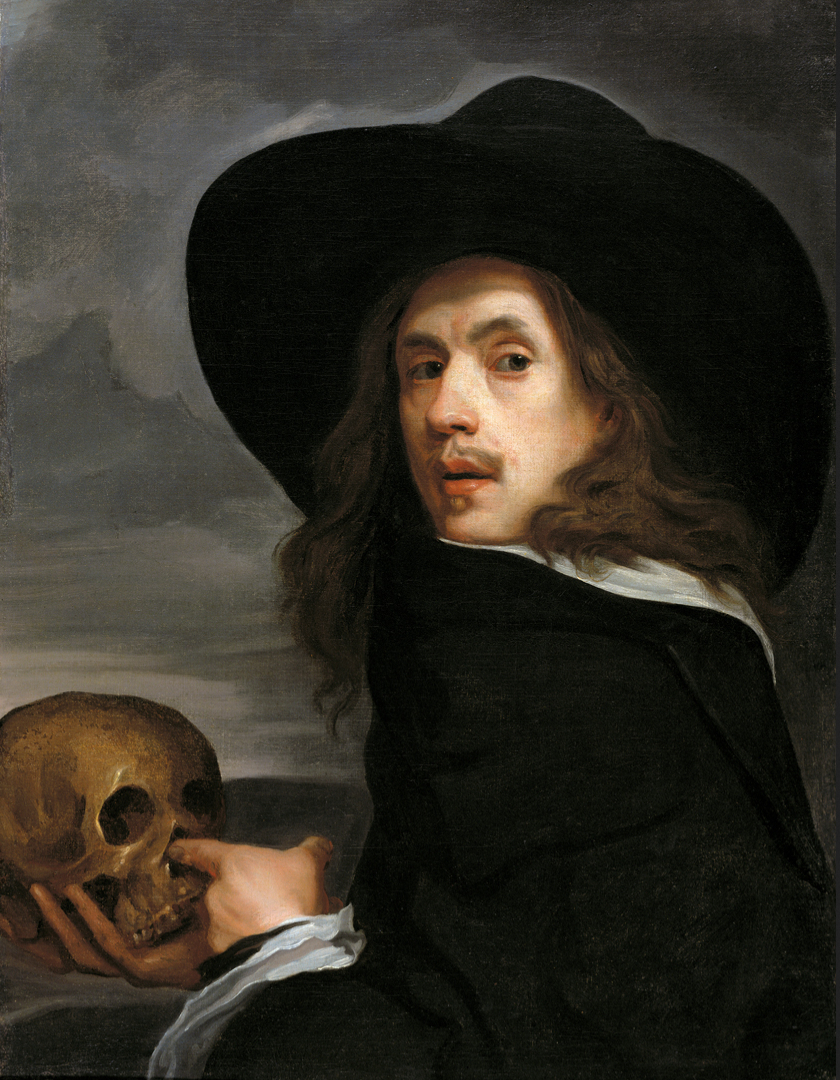
ミヒール・スウェールツの『自画像』 (以前、骸骨は塗りつぶされていた)
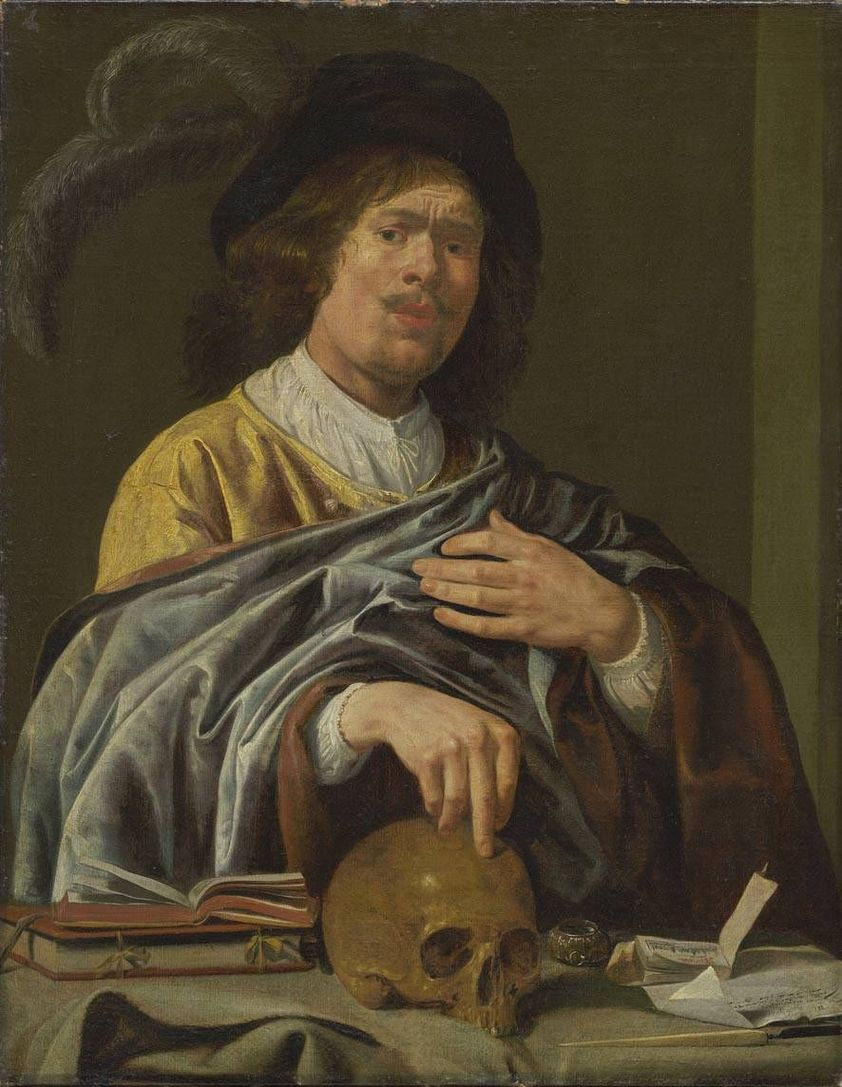
ヤン・ミーンセ・モレナールの『自画像』
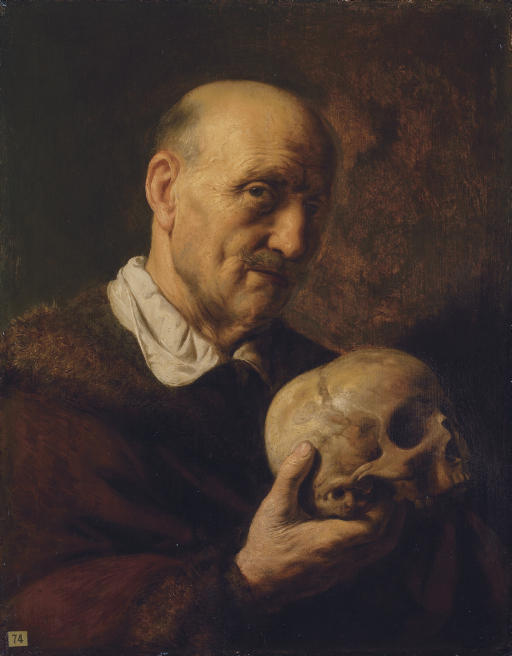
ヤン・リーフェンスの『髑髏を持つ老人』

## 解説
科学調査は、本作が一気呵成に描かれたことを裏付けている。通常の下書きの痕跡が見られないからである。着衣の部分は赤身のある下地の上にたった一層で描かれており、下地はところどころ透けて見え、ハイライトと陰影の中間の調子を生み出している。いくつかの箇所では、まだ乾いていない絵具の上に別な絵具を重ねている。鼻の輪郭は、乾いていない絵具をおそらく筆の先で引っかいたものである。描き方の勢いと同様、構図もまた迫力がある。特に短縮法で描かれた手が強烈で、キャンバスを突き破って鑑賞者の空間に入ってくる。19世紀にハルスを鑑賞したフィンセント・ファン・ゴッホは、以下のような感想を述べている。
その手は生きているが、今日要求される意味では仕上げられていない。頭部もそうだ―目、鼻、口は、なんの塗りなおしもなく、たった人筆で処理されている・・・一息に、できる限り一息に描くこと・・・僕の考えでは、昔のオランダの画家たちの偉大な教えはこういうことだ―デッサンと色彩は一体とみなすべし。